# Ernst Ocwirk
Ernst Ocwirk (Vienna, 7 marzo 1926 – Klein-Pöchlarn, 23 gennaio 1980) è stato un calciatore e allenatore di calcio austriaco.

## Carriera

### Giocatore

#### Club

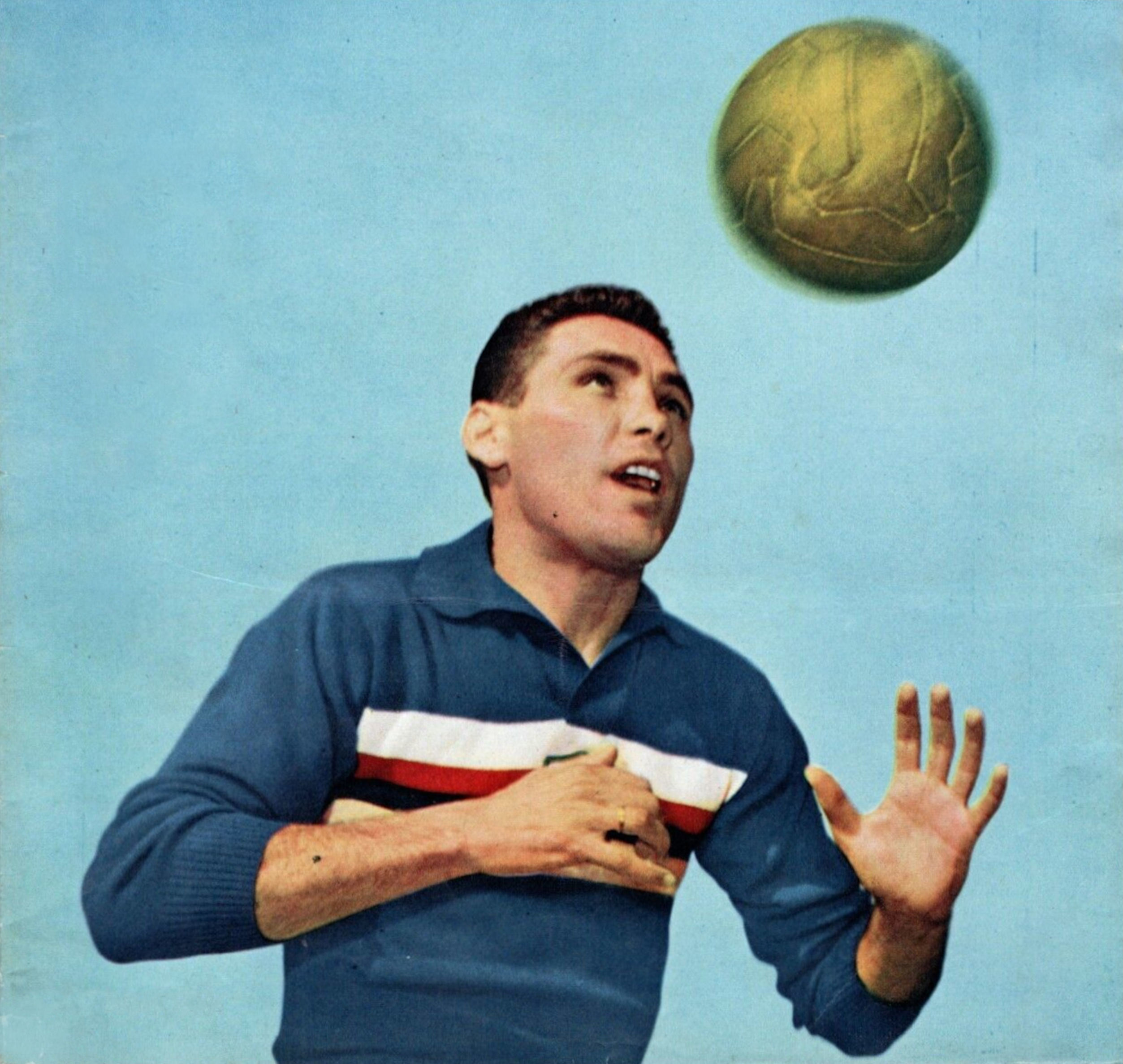
Ocwirk alla Sampdoria nel 1956

Cominciò la sua carriera nel 1938 nelle giovanili del FC Stadlau. In seguito passò al Floridsdorfer, ma gli anni più ricchi di soddisfazioni per lui furono quelli dal 1947 al 1956, da lui trascorsi nell'Austria Vienna. 
Nel 1956 si trasferì in Italia, ingaggiato per 30 milioni dalla Sampdoria su suggerimento dell'allenatore Lajos Czeizler, e fortemente voluto da Alberto Ravano, rimanendovi per 5 campionati, segnando 39 reti in 164 partite in Serie A e diventando uno degli idoli della tifoseria blucerchiata, contribuendo nella stagione 1960-1961 alla conquista del quarto posto finale, miglior risultato dei blucerchiati fino ad allora.
Nel 1961-1962 tornò a giocare un'ultima stagione nell'Austria Vienna, dopo la quale si ritirò ed intraprese, subito dopo quella di calciatore, la carriera di allenatore.

#### Nazionale
Durante la sua militanza all'Austria Vienna vestì per 60 volte la maglia della Nazionale austriaca (in precedenza aveva disputato due partite con la selezione austriaca durante la militanza al Floridsdorfer), mettendo a segno 6 reti; nel 1954 l'Austria si classificò terza al mondiali di Svizzera, e Ocwirk segnò una rete nella finale per il terzo posto vinta 3-1 contro l'Uruguay.

### Allenatore
Dapprima fu ingaggiato dalla stessa Sampdoria (1962-1965) poi, dopo l'esonero, ritornò in patria ad allenare l'Austria Vienna (1965-1970). In seguito, allenò in Germania il Colonia (1970-1971), stagione nella quale la sua squadra arrivò in finale di DFB-Pokal, e infine nuovamente in Austria, nell'Admira/Wacker (1971-1973).
Pochi anni dopo si ammalò di sclerosi laterale amiotrofica, morendo prematuramente il 23 gennaio 1980, a soli 53 anni.

## Statistiche

### Cronologia presenze e reti in nazionale
| Cronologia completa delle presenze e delle reti in nazionale ― Austria | Cronologia completa delle presenze e delle reti in nazionale ― Austria | Cronologia completa delle presenze e delle reti in nazionale ― Austria | Cronologia completa delle presenze e delle reti in nazionale ― Austria | Cronologia completa delle presenze e delle reti in nazionale ― Austria | Cronologia completa delle presenze e delle reti in nazionale ― Austria | Cronologia completa delle presenze e delle reti in nazionale ― Austria | Cronologia completa delle presenze e delle reti in nazionale ― Austria |
| Data                                                                   | Città                                                                  | In casa                                                                | Risultato                                                              | Ospiti                                                                 | Competizione                                                           | Reti                                                                   | Note                                                                   |
| ---------------------------------------------------------------------- | ---------------------------------------------------------------------- | ---------------------------------------------------------------------- | ---------------------------------------------------------------------- | ---------------------------------------------------------------------- | ---------------------------------------------------------------------- | ---------------------------------------------------------------------- | ---------------------------------------------------------------------- |
| 19-8-1945                                                              | Budapest                                                               | Ungheria                                                               | 2 – 0                                                                  | Austria                                                                | Amichevole                                                             | -                                                                      |                                                                        |
| 20-8-1945                                                              | Budapest                                                               | Ungheria                                                               | 5 – 2                                                                  | Austria                                                                | Amichevole                                                             | -                                                                      |                                                                        |
| 9-11-1947                                                              | Vienna                                                                 | Austria                                                                | 5 – 1                                                                  | Italia                                                                 | Amichevole                                                             | 1                                                                      |                                                                        |
| 18-4-1948                                                              | Vienna                                                                 | Austria                                                                | 3 – 1                                                                  | Svizzera                                                               | Amichevole                                                             | -                                                                      |                                                                        |
| 2-5-1948                                                               | Vienna                                                                 | Austria                                                                | 3 – 2                                                                  | Ungheria                                                               | Coppa Internazionale                                                   | -                                                                      |                                                                        |
| 30-5-1948                                                              | Istanbul                                                               | Turchia                                                                | 0 – 1                                                                  | Austria                                                                | Amichevole                                                             | -                                                                      |                                                                        |
| 11-7-1948                                                              | Solna                                                                  | Svezia                                                                 | 3 – 2                                                                  | Austria                                                                | Amichevole                                                             | -                                                                      |                                                                        |
| 2-8-1948                                                               | Londra                                                                 | Svezia                                                                 | 3 – 0                                                                  | Austria                                                                | Olimpiadi 1948 - Ottavi di finale                                      | -                                                                      |                                                                        |
| 3-10-1948                                                              | Budapest                                                               | Ungheria                                                               | 2 – 1                                                                  | Austria                                                                | Amichevole                                                             | -                                                                      |                                                                        |
| 31-10-1948                                                             | Solna                                                                  | Cecoslovacchia                                                         | 3 – 1                                                                  | Austria                                                                | Coppa Internazionale                                                   | -                                                                      |                                                                        |
| 14-11-1948                                                             | Vienna                                                                 | Austria                                                                | 2 – 1                                                                  | Svezia                                                                 | Amichevole                                                             | -                                                                      |                                                                        |
| 20-3-1949                                                              | Vienna                                                                 | Austria                                                                | 1 – 0                                                                  | Turchia                                                                | Amichevole                                                             | -                                                                      |                                                                        |
| 3-4-1949                                                               | Losanna                                                                | Svizzera                                                               | 1 – 2                                                                  | Austria                                                                | Amichevole                                                             | -                                                                      |                                                                        |
| 8-5-1949                                                               | Budapest                                                               | Ungheria                                                               | 6 – 1                                                                  | Austria                                                                | Amichevole                                                             | -                                                                      |                                                                        |
| 22-5-1949                                                              | Firenze                                                                | Italia                                                                 | 3 – 1                                                                  | Austria                                                                | Coppa Internazionale                                                   | -                                                                      |                                                                        |
| 2-5-1948                                                               | Vienna                                                                 | Austria                                                                | 3 – 1                                                                  | Cecoslovacchia                                                         | Coppa Internazionale                                                   | -                                                                      |                                                                        |
| 16-10-1949                                                             | Vienna                                                                 | Austria                                                                | 3 – 4                                                                  | Ungheria                                                               | Amichevole                                                             | -                                                                      |                                                                        |
| 13-11-1949                                                             | Belgrado                                                               | Jugoslavia                                                             | 1 – 2                                                                  | Austria                                                                | Amichevole                                                             | -                                                                      |                                                                        |
| 19-3-1950                                                              | Losanna                                                                | Austria                                                                | 3 – 3                                                                  | Svizzera                                                               | Coppa Internazionale                                                   | 1                                                                      |                                                                        |
| 2-4-1950                                                               | Vienna                                                                 | Austria                                                                | 1 – 0                                                                  | Italia                                                                 | Coppa Internazionale                                                   | -                                                                      |                                                                        |
| 14-5-1950                                                              | Vienna                                                                 | Austria                                                                | 5 – 3                                                                  | Ungheria                                                               | Amichevole                                                             | -                                                                      |                                                                        |
| 8-10-1950                                                              | Vienna                                                                 | Austria                                                                | 7 – 2                                                                  | Jugoslavia                                                             | Amichevole                                                             | -                                                                      |                                                                        |
| 29-10-1950                                                             | Budapest                                                               | Ungheria                                                               | 4 – 3                                                                  | Austria                                                                | Amichevole                                                             | -                                                                      |                                                                        |
| 14-5-1950                                                              | Vienna                                                                 | Austria                                                                | 5 – 1                                                                  | Danimarca                                                              | Amichevole                                                             | -                                                                      |                                                                        |
| 13-12-1950                                                             | Glasgow                                                                | Scozia                                                                 | 0 – 1                                                                  | Austria                                                                | Amichevole                                                             | -                                                                      |                                                                        |
| 27-5-1951                                                              | Vienna                                                                 | Austria                                                                | 4 – 0                                                                  | Scozia                                                                 | Amichevole                                                             | -                                                                      |                                                                        |
| 14-10-1951                                                             | Bruxelles                                                              | Belgio                                                                 | 1 – 8                                                                  | Austria                                                                | Amichevole                                                             | -                                                                      |                                                                        |
| 1-11-1951                                                              | Colombes                                                               | Francia                                                                | 2 – 2                                                                  | Austria                                                                | Amichevole                                                             | -                                                                      | cap.                                                                   |
| 28-11-1951                                                             | Londra                                                                 | Inghilterra                                                            | 2 – 2                                                                  | Austria                                                                | Amichevole                                                             | -                                                                      |                                                                        |
| 23-3-1952                                                              | Vienna                                                                 | Austria                                                                | 2 – 0                                                                  | Belgio                                                                 | Amichevole                                                             | -                                                                      |                                                                        |
| 7-5-1952                                                               | Vienna                                                                 | Austria                                                                | 6 – 0                                                                  | Irlanda                                                                | Amichevole                                                             | -                                                                      |                                                                        |
| 25-5-1952                                                              | Vienna                                                                 | Austria                                                                | 2 – 3                                                                  | Inghilterra                                                            | Amichevole                                                             | -                                                                      | cap.                                                                   |
| 21-9-1952                                                              | Belgrado                                                               | Jugoslavia                                                             | 4 – 2                                                                  | Austria                                                                | Amichevole                                                             | -                                                                      | cap.                                                                   |
| 19-10-1952                                                             | Vienna                                                                 | Austria                                                                | 1 – 2                                                                  | Francia                                                                | Amichevole                                                             | -                                                                      | cap.                                                                   |
| 23-11-1952                                                             | Porto                                                                  | Portogallo                                                             | 1 – 1                                                                  | Austria                                                                | Amichevole                                                             | -                                                                      | cap.                                                                   |
| 22-3-1953                                                              | Colonia                                                                | Germania Ovest                                                         | 0 – 0                                                                  | Austria                                                                | Amichevole                                                             | -                                                                      | cap.                                                                   |
| 25-3-1953                                                              | Dublino                                                                | Irlanda                                                                | 4 – 0                                                                  | Austria                                                                | Amichevole                                                             | -                                                                      | cap.                                                                   |
| 27-9-1953                                                              | Vienna                                                                 | Austria                                                                | 9 – 1                                                                  | Portogallo                                                             | Qual. Mondiali 1954                                                    | 1                                                                      | cap.                                                                   |
| 11-10-1953                                                             | Vienna                                                                 | Austria                                                                | 2 – 3                                                                  | Ungheria                                                               | Amichevole                                                             | -                                                                      | cap.                                                                   |
| 27-9-1953                                                              | Oeiras                                                                 | Portogallo                                                             | 0 – 0                                                                  | Austria                                                                | Qual. Mondiali 1954                                                    | -                                                                      | cap.                                                                   |
| 11-4-1954                                                              | Vienna                                                                 | Austria                                                                | 0 – 1                                                                  | Ungheria                                                               | Amichevole                                                             | -                                                                      | cap.                                                                   |
| 9-5-1954                                                               | Vienna                                                                 | Austria                                                                | 2 – 0                                                                  | Galles                                                                 | Amichevole                                                             | -                                                                      | cap.                                                                   |
| 30-5-1954                                                              | Vienna                                                                 | Austria                                                                | 5 – 0                                                                  | Norvegia                                                               | Amichevole                                                             | -                                                                      | cap.                                                                   |
| 16-6-1954                                                              | Zurigo                                                                 | Austria                                                                | 1 – 0                                                                  | Scozia                                                                 | Mondiali 1954 - 1º turno                                               | -                                                                      | cap.                                                                   |
| 19-6-1954                                                              | Zurigo                                                                 | Austria                                                                | 5 – 0                                                                  | Cecoslovacchia                                                         | Mondiali 1954 - 1º turno                                               | -                                                                      | cap.                                                                   |
| 26-6-1954                                                              | Losanna                                                                | Svizzera                                                               | 5 – 7                                                                  | Austria                                                                | Mondiali 1954 - Quarti di finale                                       | 1                                                                      | cap.                                                                   |
| 30-6-1954                                                              | Basilea                                                                | Austria                                                                | 1 – 6                                                                  | Germania Ovest                                                         | Mondiali 1954 - Semifinale                                             | -                                                                      | cap.                                                                   |
| 3-7-1954                                                               | Zurigo                                                                 | Austria                                                                | 3 – 1                                                                  | Uruguay                                                                | Mondiali 1954 - Finale 3º posto                                        | 1                                                                      | cap.                                                                   |
| 3-10-1954                                                              | Vienna                                                                 | Austria                                                                | 2 – 2                                                                  | Jugoslavia                                                             | Amichevole                                                             | -                                                                      | cap.                                                                   |
| 14-11-1954                                                             | Budapest                                                               | Ungheria                                                               | 4 – 1                                                                  | Austria                                                                | Amichevole                                                             | -                                                                      | cap.                                                                   |
| 27-3-1955                                                              | Brno                                                                   | Cecoslovacchia                                                         | 3 – 2                                                                  | Austria                                                                | Coppa Internazionale                                                   | -                                                                      | cap.                                                                   |
| 24-4-1955                                                              | Vienna                                                                 | Austria                                                                | 2 – 2                                                                  | Ungheria                                                               | Coppa Internazionale                                                   | -                                                                      | cap.                                                                   |
| 1-5-1955                                                               | Berna                                                                  | Svizzera                                                               | 2 – 3                                                                  | Austria                                                                | Coppa Internazionale                                                   | -                                                                      | cap.                                                                   |
| 19-5-1955                                                              | Vienna                                                                 | Austria                                                                | 1 – 4                                                                  | Scozia                                                                 | Amichevole                                                             | 1                                                                      | cap.                                                                   |
| 30-10-1955                                                             | Vienna                                                                 | Austria                                                                | 2 – 1                                                                  | Jugoslavia                                                             | Coppa Internazionale                                                   | -                                                                      | cap.                                                                   |
| 23-11-1955                                                             | Wrexham                                                                | Galles                                                                 | 1 – 2                                                                  | Austria                                                                | Amichevole                                                             | -                                                                      | cap.                                                                   |
| 25-3-1956                                                              | Colombes                                                               | Francia                                                                | 3 – 1                                                                  | Austria                                                                | Amichevole                                                             | -                                                                      | cap.                                                                   |
| 15-4-1956                                                              | Vienna                                                                 | Austria                                                                | 2 – 3                                                                  | Brasile                                                                | Amichevole                                                             | -                                                                      | cap.                                                                   |
| 2-5-1956                                                               | Glasgow                                                                | Scozia                                                                 | 0 – 1                                                                  | Austria                                                                | Amichevole                                                             | -                                                                      | cap.                                                                   |
| 5-1-1962                                                               | Il Cairo                                                               | Rep. Araba Unita                                                       | 0 – 1                                                                  | Austria                                                                | Amichevole                                                             | -                                                                      | cap.                                                                   |
| Totale                                                                 |                                                                        | Presenze                                                               | 62                                                                     |                                                                        | Reti                                                                   | 6                                                                      |                                                                        |

## Palmarès

### Giocatore

#### Club
- Campionato austriaco: 4

Austria Vienna: 1948-1949, 1949-1950, 1952-1953, 1961-1962
- Coppa d'Austria: 2

Austria Vienna: 1947-1948, 1948-1949

### Allenatore

#### Club
- Campionato austriaco: 2

Austria Vienna: 1968-1969, 1969-1970
- Coppa d'Austria: 1

Austria Vienna: 1966-1967